# Arezzo
Arezzoⓘ – miasto i gmina we Włoszech, w regionie Toskania, stolica prowincji Arezzo. Według danych na styczeń 2010 gminę zamieszkiwały 99 503 osoby przy gęstości zaludnienia 257,6 os./km². Arezzo jest także jedną z prowincji Toskanii o powierzchni 3232 km², liczącą 318,8 tys. mieszkańców i podzieloną na 39 gmin.
W mieście jest stacja kolejowa Arezzo.

## Historia
Założone przez Etrusków, należało do Ligi Etruskiej, później kolonia rzymska. W XI wieku wolna komuna, w opozycji do Florencji, toczyła z nią wieloletnie walki (Campaldino 1289). Okres największego rozkwitu miasta przypadł na XIV wiek. W XV wieku podupadło.

## Zabytki i miejsca warte zobaczenia
- Piazza Grande, centralny, malowniczy plac miasta charakterystycznie opadający na południe
- kościół Santa Maria della Pieve zbudowany w latach 1140-1320. Wyróżnia się 4-kondygnacyjną fasadą. Uznawany jest za jeden z najpiękniejszych kościołów w Toskanii
- katedra której budowę rozpoczęto w stylu gotyckim w latach 1277–1313, kontynuowano w renesansie a zakończono dopiero w XX wieku. W południowej nawie okna ozdobione są witrażami Guillaume'a de Marcillata. Wewnątrz natomiast podziwiać można wiele cennych dzieł sztuki, w tym fresk Maria Magdalena Piera della Franceski (w lewej nawie, niedaleko ołtarza)
- Palazzo Pretorio zbudowany w 1322 i następnie przebudowany w XVI wieku, ozdobiony herbami wójtów miejskich z okresu od XV do XVII wieku

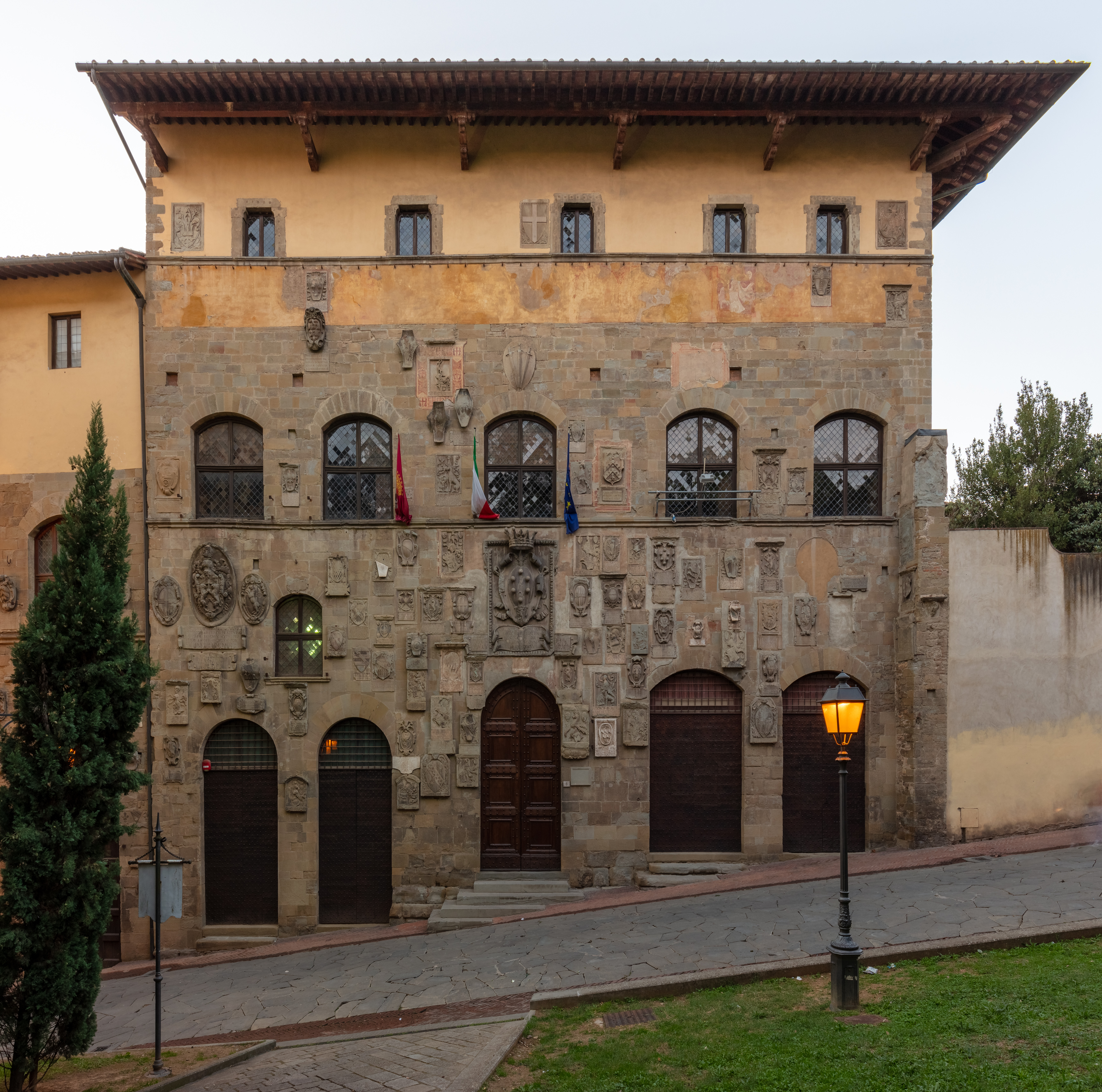
Palazzo Pretorio

## Miasta partnerskie
- Bedford
- Changsha
- Eger
- Jaén
- Montenars
- Mount Pleasant
- Norman
- Oświęcim
- Saint-Priest
- Viseu